# Muji
Ryohin Keikaku Co., Ltd. (株式会社良品計画 Kabushiki-gaisha Ryōhin Keikaku) (TYO: 7453 ), hoặc Muji (無印良品 Mujirushi Ryōhin) là thương hiệu bán lẻ Nhật Bản bày bán sản phẩm gia dụng và đồ dùng gia đình.
Muji được biết đến với phong cách thiết kế mẫu mã tối giản, nhấn mạnh trong việc tái chế, hạn chế phung phí trong quy trình sản xuất và đóng gọi, cũng như không có chính sách không logo và không thương hiệu.
Tên Muji được rút gọn từ Mujirushi Ryohin (Hán Việt: Vô ấn lương phẩm), được dịch thành "sản phẩm chất lượng không mang thương hiệu".

## Sản phẩm và kinh doanh

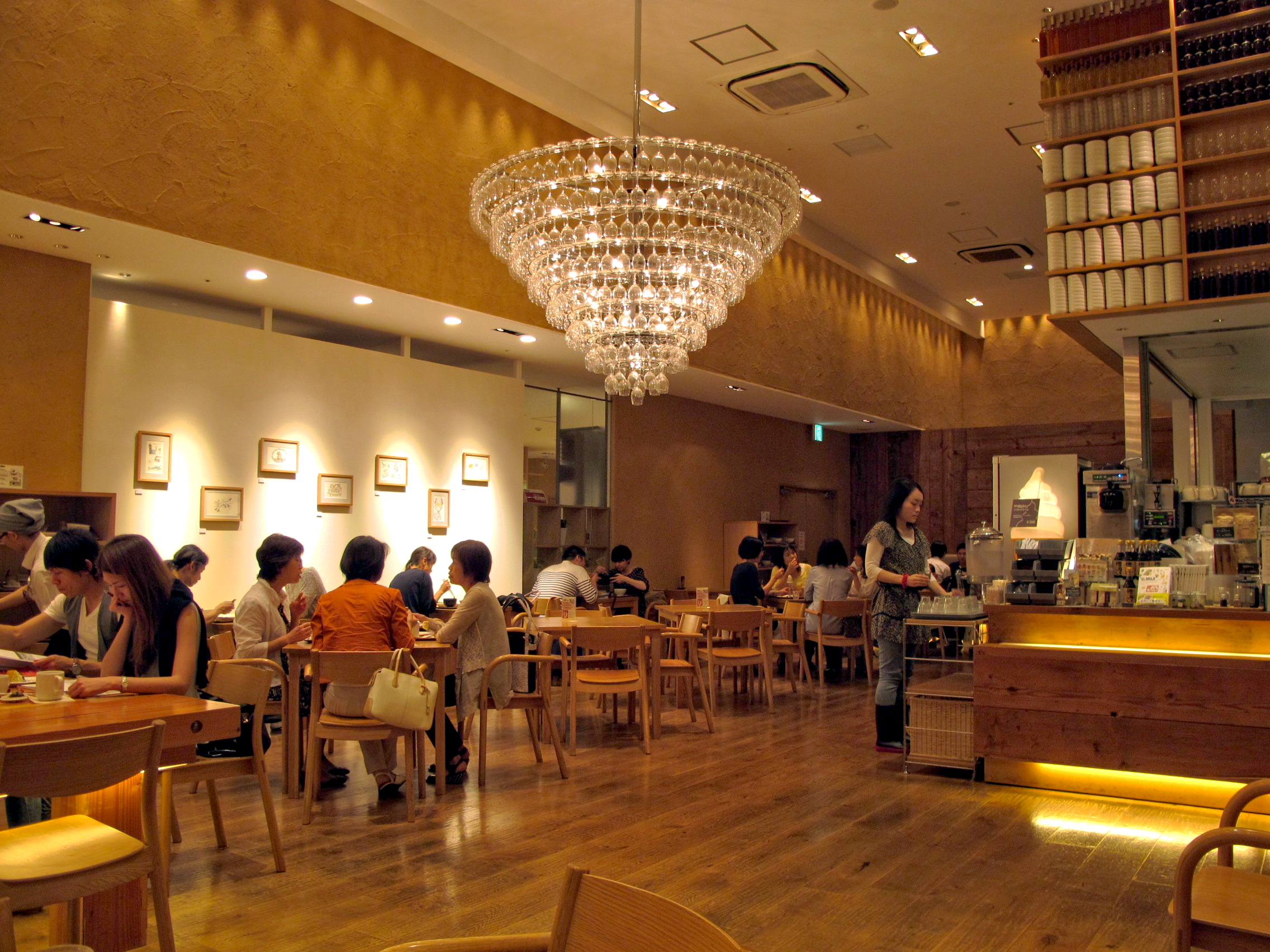
Quán cà phê và điểm tâm Muji, Shinjuku, Tokyo

Muji bắt đầu kinh doanh chỉ với 40 sản phẩm vào những năm 1980, sản phẩm của họ bao gồm văn phòng phẩm, quần áo cho nam giới và nữ giới, tới thực phẩm và đồ dùng nhà bếp, thậm chí còn có cả xe oto. Các hoạt động kinh doanh chủ yếu của Muji bao gồm Cafe Muji, Meal Muji, Muji Campsite, tiệm bán hoa và nội thất nhà ở; công ty cũng đã hợp tác với các nhà thiết kế nội thất trong dự án Muji houses.
Trước năm 2000, Muji đã bày bán hơn 7,000 mặt hàng khác nhau. Được xem là thương hiệu giá phải chăng, giữ giá bày bán thấp hơn những thương hiệu khác nhờ vào nguyên liệu, gia tăng chú trọng tới quy trình sản xuất và thiết kế bao bì tối giản. 
Muji sẽ mở khách sạn đầu tiên vào 2019 như là một phần của khu phức hợp Marronier Gate Ginza.

## Lịch sử

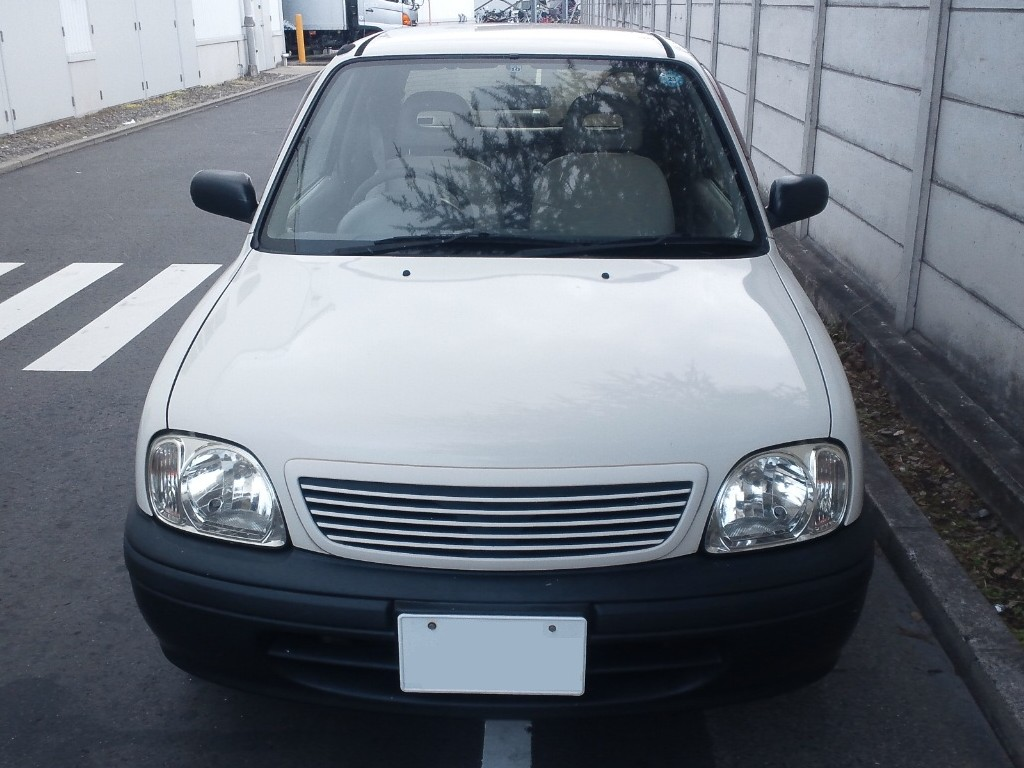
Xe Muji 1000, sản phẩm hợp tác với Nissan vào năm 2001

Mujirushi (không-nhãn-hiệu) Ryōhin (chất lượng tốt) bắt đầu từ một thương hiệu bán lẻ trong các chuỗi siêu thị tên The Seiyu vào tháng 12 năm 1980. Các sản phẩm của Mujirushi Ryōhin đã được phát triển trên chính sách đồ chất lượng giá rẻ và được quảng bá với phương châm "giá thấp một các hợp lý". Sản phẩm được bao bọc bằng giấy bóng kính, nhãn nâu cùng chữ in đỏ. Mục tiêu của Mujirushi Ryōhin là cắt giảm giá bán lẻ tới hết mức có thể, ví dụ như, sản phảm mì Ý chữ U, phần thường xuyên bị bỏ lại trong quá trình sản xuất mỳ Ý thông thường.
Năm 1983, cửa hàng được quản lý trực tiếp bởi Mujirushi Ryohin được khai trương. Năm 1985, Muji bắt đầu hoạt động kinh doanh sản xuất ở nước ngoài và đặt hàng thẳng tới những nhà máy sản xuất vào năm 1986, năm 1987, Muji bắt đầu phát triển hoạt động kinh doanh toàn cầu.
Năm 1989, Ryohin Keikaka Ltd trở thành nhà sản xuất phân phối bán lẻ cho tất cả sản phẩm Muji cũng như quy trình phát triển, sản xuất lên kế hoạch và phân phối sản phẩm.
Trong năm 1991, Mujirushi Ryōhin có cửa hàng quốc tế đầu tiên ở London.

## Thị trường hoạt động

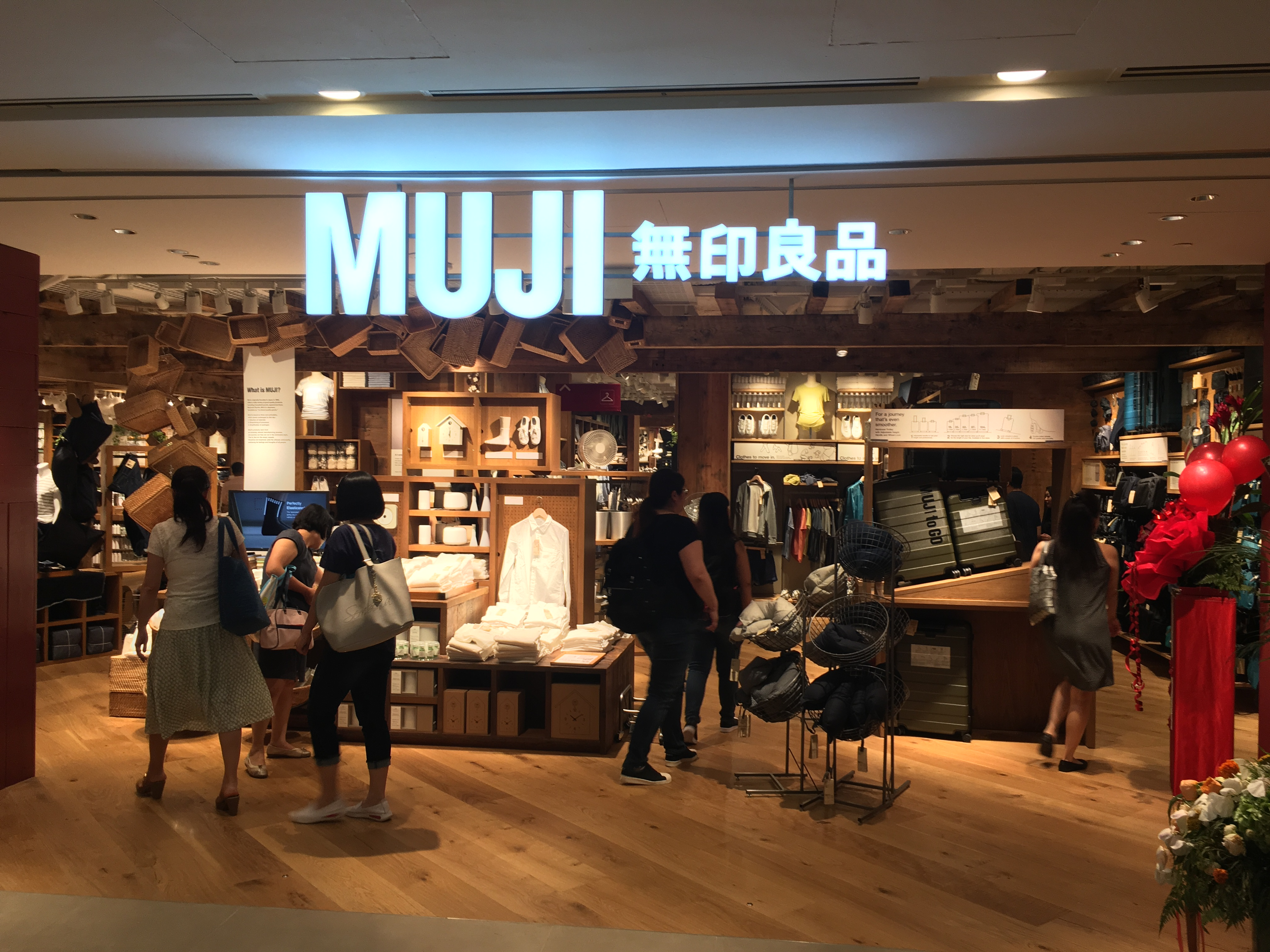
Cửa hàng Muji 2017, Plaza Singapore, Singapore.

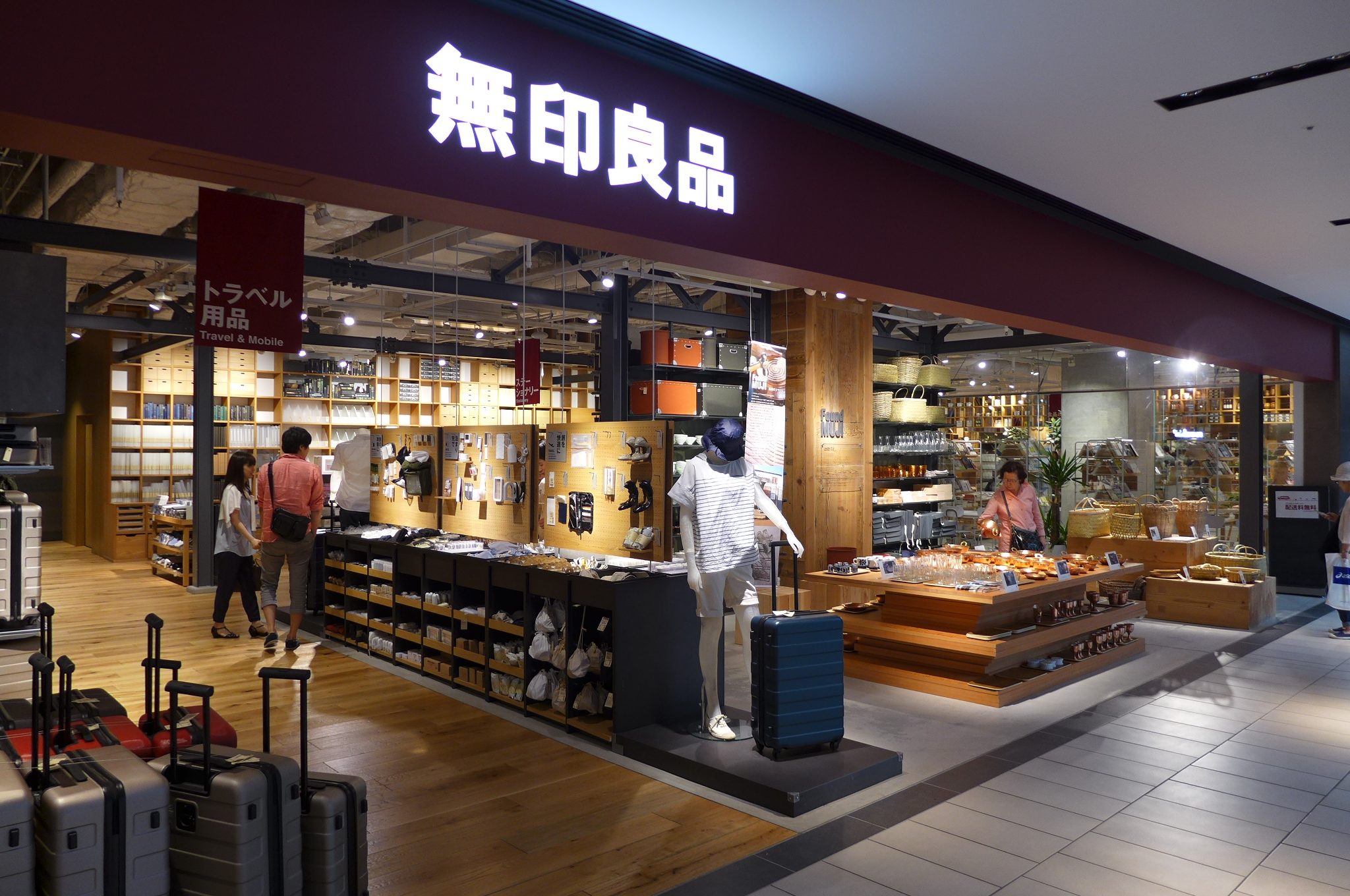
Cửa hàng Muji 2014, Grand Front Osaka, Osaka

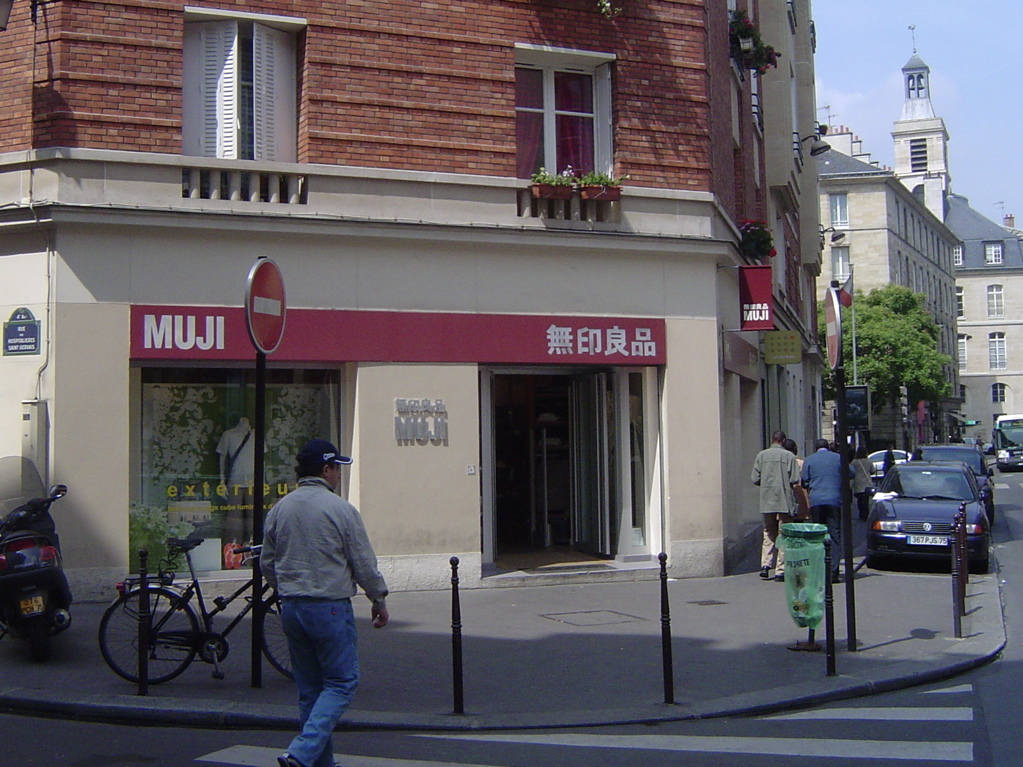
Một cửa hàng ở Paris

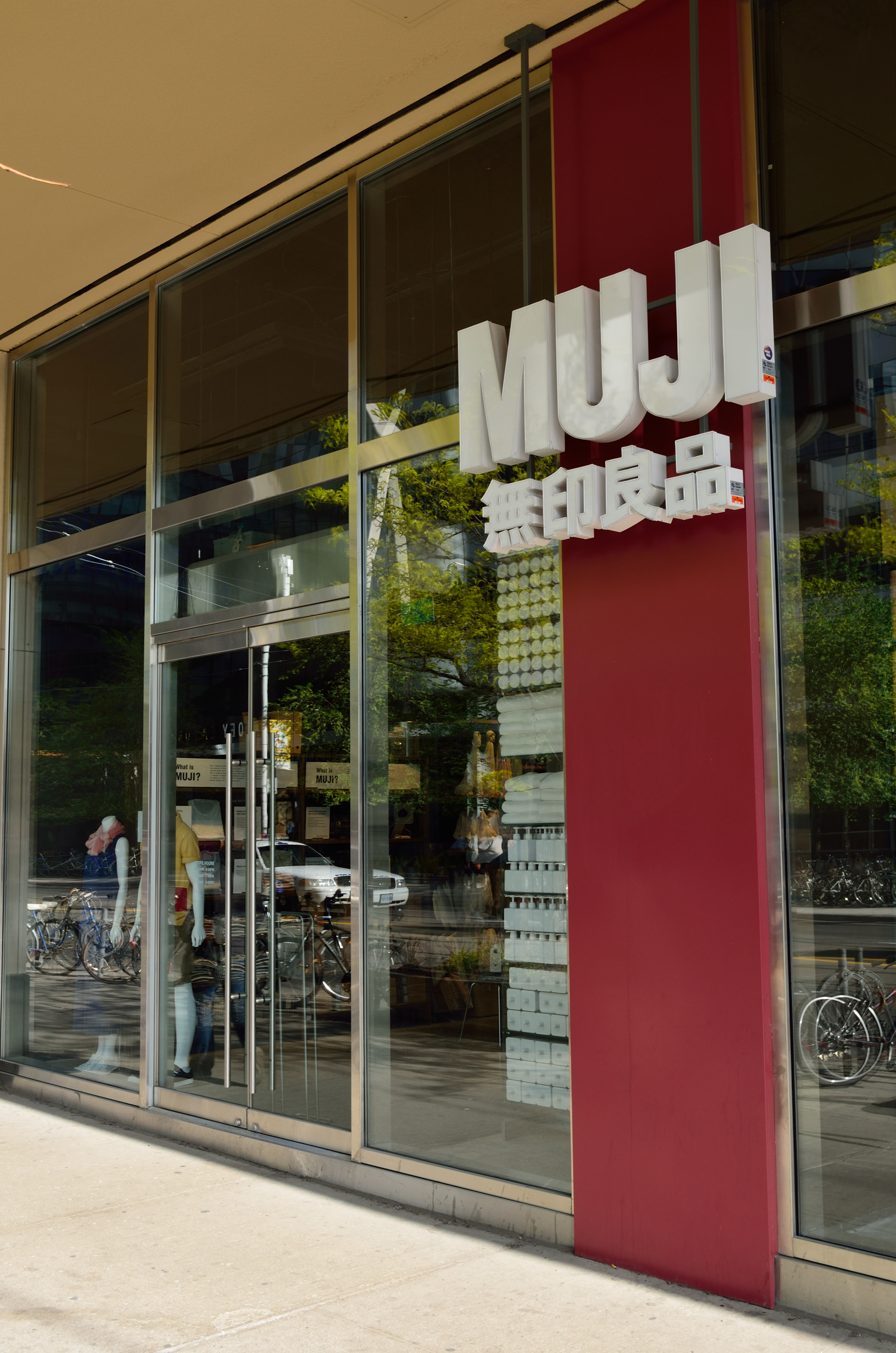
Muji ở Atrium on Bay (Toronto, Canada)

Tại Nhật Bản, bây giờ chỉ Keikaku đã 328 trực tiếp-hoạt động, các cửa hàng, vật tư 124 cửa hàng, tính đến  tháng 8 năm 2017.
Bây giờ chỉ Keikaku có ba cửa hàng nhà máy ở Osaka, Gotemba và Hokkaido.
Có hơn 400 cửa hàng bán lẻ quốc tế tính đến  tháng 8 năm 2017 trong đó bao gồm Vương quốc Anh (12), Pháp (9), Ý (9), Đức (7), Ireland (1), Thụy Điển (8), Na Uy (4), Tây Ban Nha (6), Thổ nhĩ kỳ (2), Ba Lan (1), Bồ Đào Nha (1), Hoa Kỳ (12), Canada (7), Hồng Kông (17), Singapore (10), Malaysia (5), Hàn Quốc (20), Trung Quốc (200), Đài Loan (45), Thái Lan (15), Úc (3), Indonesia (6), Philippines (7), Kuwait (2), UAE (4), Ấn Độ (2).
Ở Thành phố New York, Trọng nguồn cung cấp sản phẩm cho một cửa hàng thiết kế tại các bảo Tàng Nghệ thuật hiện Đại và duy trì một cửa hàng đầu. Tính đến  tháng 4 năm 2017, có 5 cửa hàng ở Manhattan, một ở phía bắc New Jersey, một ở Boston, và 6 cửa hàng ở California. Một chi nhánh ở Sân bay Quốc tế JFK, và một vị trí trong Đường Brooklyn đã được công bố, nhưng phải được mở.